# カルキニツカ湾
カルキニツカ湾（カルキニツカわん、ウクライナ語: Каркінітська затока、クリミア・タタール語: Karkinit körfezi、またはクリミア・タタール語: Ölü Deñiz「死海」）は、ウクライナのクリミア自治共和国北西部とヘルソン州の本土海岸に挟まれた黒海の湾である。東西の長さは約118 km（キロメートル）で、ジャリルガチ湾を含む広大な水域を形成する。

## 地理

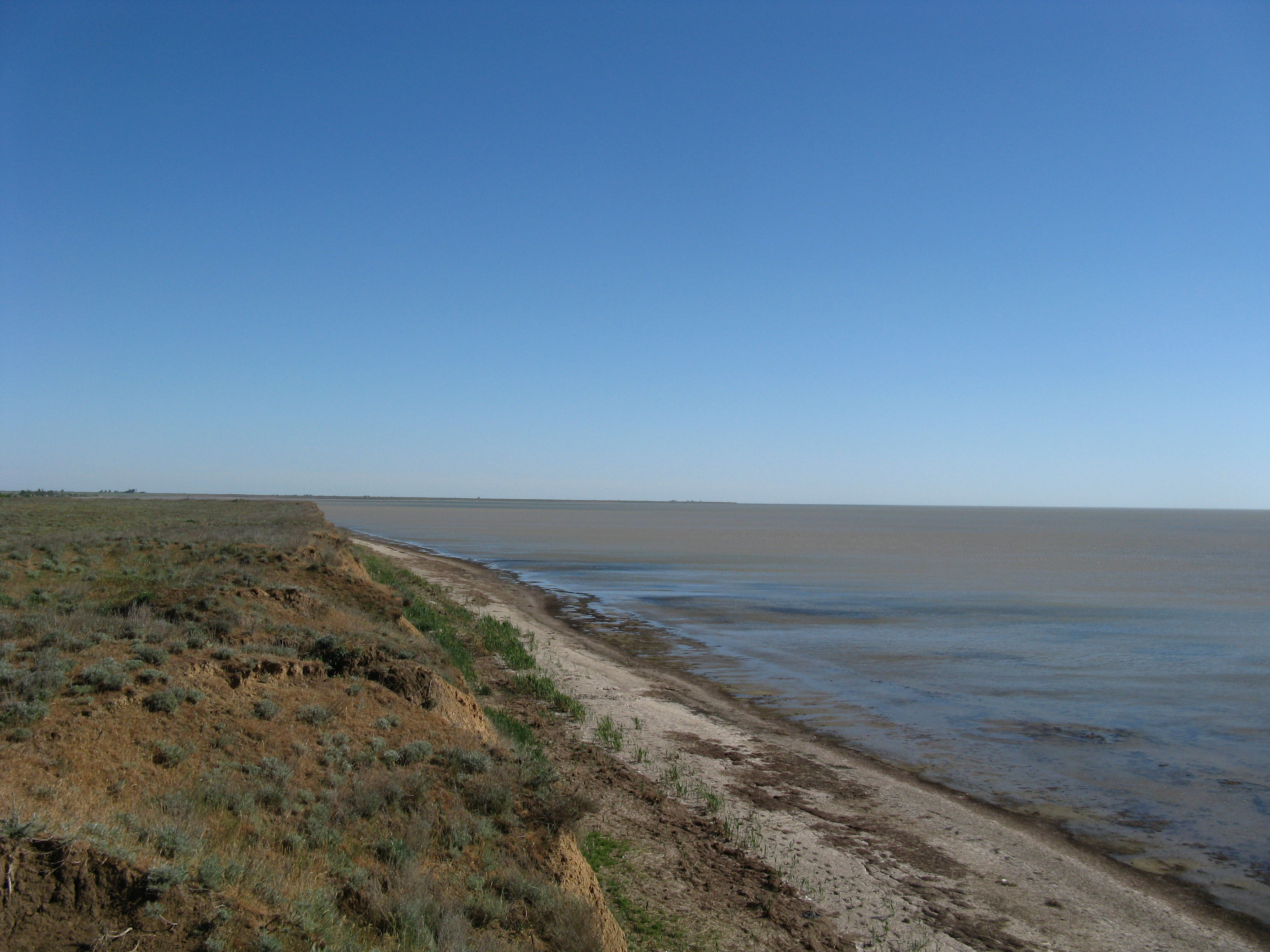
カルキニツカ湾の風景

カルキニツカ湾は、クリミア自治共和国のバカル砂州によって東西に分割される。西部は最大水深36 m、東部は最大水深10 m である。西部の岸は砂浜が主で、東部の岸は粘土質の崖や分断された地形が特徴である。北東部にはジャリルガチ島があり、これによってジャリルガチ湾が形成される。
厳しい冬には湾が凍結し、夏季の水温は22–24℃に達する。塩分濃度は17–18‰である。主要な港湾都市として、スカドフスク、ホルルィ、アルミャンスク、ヤヌィ・カプ、チョルノモルスケが湾岸に位置する。

## 地質
カルキニツカ湾は海進によって形成された。湾の底は砂質、泥質、部分的に貝殻層で覆われ、場所によっては水中砂洲が存在する。

## 生態系
カルキニツカ湾は多様な水生植生を有し、底生植物は主に緑藻、シャジクモ類、紅藻、褐藻などの藻類や、水生被子植物で構成される。魚類は46種が記録されており、湾は260種以上の鳥類の重要な渡りルートとなっている。

### 自然保護
カルキニツカ湾の水域には、以下の4つの自然保護区が含まれる：
- レベディニ島（ウクライナ語版）（鳥類保護区）
- マレ・フィロフォルネ・ポレ（ウクライナ語版）（海藻保護区）
- バカル砂州地域景観公園（ウクライナ語版）（景観保護区）
- カルキニツキー保護区（ウクライナ語版）（鳥類保護区）

11種の大型水生植物がウクライナレッドデータブックに、1種がベルン条約に登録されている。動物では、4種の魚類、3種の両生類・爬虫類、160種の鳥類、3種の鯨類（ハンドウイルカ、ネズミイルカ、ハナゴンドウ）がウクライナのレッドリストに記載されている。
カルキニツカ湾およびジャリルガチ湾は約15万羽のカオジロオタテガモ、ホシハジロなどの渡り鳥にとって重要な場所で、約13万羽の鳥類の越冬地である。1976年からラムサール条約の国際的重要湿地「カルキニツカ湾およびジャリルガチ湾」（登録番号3UA011）に指定されている。

## 歴史

### クリミア侵攻以降
2014年のロシアによるクリミアの併合後、カルキニツカ湾ではロシア連邦保安庁（FSB）の沿岸警備隊の艦艇が、浚渫船「ペチョラ」「トロファ」「イルティシュ」「アムール」による違法な砂の採掘を支援している。
2021年5月、ウクライナ海軍の巡視船「スタロビリスク」（P191）が、湾内の監視および海上状況の報告のため派遣された。